# La transformació
|  | Aquest article tracta sobre literatura. Vegeu-ne altres significats a «Metamorfosi (desambiguació)». |

La transformació (Die Verwandlung, en el seu títol original en alemany), també traduïda com La metamorfosi, és un relat de Franz Kafka, publicat el 1915 i escrit en 20 dies (entre el 17 de novembre i el 7 de desembre de 1912), que narra la història de Gregor Samsa, un comerciant de teles que viu amb la seua família, la qual ell manté amb el seu sou, que un bon dia es lleva convertit en una criatura no identificada clarament en cap moment, però que tendeix a ser reconeguda com una mena de panerola gegant. Breu i intensa, és qualificada de vegades com un "relat existencialista". Hi ha diverses traduccions al català de l'obra, com ara les publicades en Proa, Bromera, Empúries i Sembra Llibres.

## Argument
Un matí Gregor Samsa es desperta a la seva habitació convertit en una estranya criatura insectoide. La seua primera preocupació, malgrat l'horrible situació en què es troba, és que farà tard a la feina i perdrà el tren que havia d'agafar. Aquesta inquietud aviat apareix en la resta de la seva família quan s'adonen que Gregor encara no ha anat a treballar i continua tancat a l'habitació. En la seua situació, incapaç de controlar el seu nou cos i de parlar de manera normal, l'obertura de la porta es converteix en una odissea que s'agreuja amb l'arribada del principal enviat pel cap de Gregor. Quan, per fi, tots descobreixen el nou estat de Gregor, la família passa de l'horror inicial a tractar-lo amb abnegació, com una càrrega o un deure molest. Tanmateix, els pares no tornen a entrar a la seva habitació, on Gregor queda confinat, i és la seva germana, Grete, la qui es dedica a intentar cobrir les seues necessitats bàsiques el més bé que pot, malgrat que el seu aspecte li causa repugnància.
Tot i que Gregor conserva en tot moment les seves facultats mentals, la seva incapacitat per a parlar fa pensar la família que no és ja sinó un animal que no pot comprendre'ls i que ha perdut el seu sentit racional. Grete buida aviat l'habitació de quasi tot el mobiliari per a deixar-li més llibertat de moviments, que Gregor no tarda a aprofitar i gaudir quan descobreix que es troba més còmode enfilant-se per les parets i el sostre que no pas en terra. Tanmateix, no deixa de sentir-se avergonyit i sempre s'oculta darrere un sofà abans de l'arribada diària de la seua germana per a portar-li menjar i netejar l'habitació. Una vegada, motivat pel fet que sa mare sembla no acabar d'acceptar el que és ara el seu fill, Gregor abandona la seva habitació, son pare el persegueix amb intencions agressives i, donat el fràgil estat del seu fill, quasi el mata.
Una altra vegada, després de llargs dies de solitud i deteriorament físic després del contratemps amb son pare, la música del violí tocat per la seua germana en honor d'uns arrogants inquilins, amb la renda dels quals pot continuar vivint la família després de la pèrdua del sou de Gregor, el fa eixir de l'habitació en una mena de trànsit, amb intencions d'afecte envers la seua germana. Això crea nous problemes que posen en perill els ingressos dels quals viu la família. Llavors, Grete expressa la seva repulsa més total envers el seu germà i opina que se n'han de desempallegar perquè ja han fet amb ell tot el que era humanament possible i la criatura ja no és Gregor. Llavors Gregor torna a l'habitació i mor per no menjar res, d'inanició, abandó i una infecció causada per l'atac de son pare. Quan descobreixen el seu cadàver, la família sent que s'han tret un enorme pes de damunt i comencen a planificar el futur, marxen de viatge i tanquen ràpida i definitivament aquesta etapa de les seves vides amb les esperances posades en la seva filla.

## Interpretacions
La transformació és un relat obert a múltiples interpretacions; de fet, en el seu llibre The Commentator's Despair (La desesperació del comentarista), Stanley Corngold dona compte de més de 159 interpretacions.
Entre les més òbvies hi ha les referides al tractament d'una societat autoritària i burocràtica envers els individus diferents, on aquests queden aïllats i incompresos davant d'una maquinària institucional aclaparadora i monòtona que ni ell comprèn ni aquesta el comprèn a ell. Uns altres temes inclouen el de la solitud de les relacions trencades i les esperances desesperades i poc realistes que crea un tal aïllament. Alguns autors han volgut veure també en aquesta història, alhora absurda, cruel, commovedora i amb pinzellades còmiques, una al·legoria de les diverses actituds que pren l'ésser humà davant la malaltia greu i irreversible i de com, malgrat tot, la vida continua.
Una interpretació reconeguda es refereix a la identitat desdoblada de Kafka, qui d'una banda sent nostàlgia per la identitat jueva dels seus avis i d'una altra sent que no aconsegueix inserir-se en el món "gentil" de Praga a què pertany son pare. Kafka pertany a eixa generació de jueus que es van quedar a mitjan camí entre la secularització i la completa assimilació i que és percebut com a tal per la societat circumdant.
Una altra interpretació podria ser que l'obra plasma l'egoisme humà enfront del benestar dels altres. Açò ho podem identificar en l'obra en la situació en la qual es trobava Gregor, ja que sobre ell requeia tot el pes de mantenir econòmicament la seua família. Tanmateix quan la situació vira i ara és la família la que ha de fer-se càrrec de Gregor, aquesta defuig responsabilitats i el deixen morir. També es diu que Kakfa va escriure La metamorfosi en forma d'autobiografia, òbviament tergiversada, autobiografia de les seues sensacions anímiques i d'una exagerada percepció física.

## El títol
Franz Kafka titula el seu relat Die Verwandlung, que es tradueix literalment com La Transformació. Coneixent que es tracta d'un autor i d'una personalitat extraordinàriament meticulosos i obsessius, sobta que no hagués optat pel terme Metamorphose, que existeix en la llengua alemanya. Jorge Luis Borges que va traduir el llibre de l'alemany, opina al respecte, en una entrevista publicada en EL PAÍS, el 20 de juliol de 1983: <<Yo traduje el libro de cuentos cuyo primer título es La transformación, y nunca supe por qué a todos les dio por ponerle La metamorfosis […] Es un disparate. Yo no sé a quién se le ocurrió traducir así esa palabra del más sencillo alemán. Cuando trabajé con la obra, el editor insistió en dejarla así porque ya se había hecho famosa y se la vinculaba a Kafka>>